# Maria Teresa de Filippis
Maria Teresa de Filippis (Napoli, 11 novembre 1926 – Scanzorosciate, 9 gennaio 2016) è stata una pilota automobilistica italiana, prima donna a qualificarsi per un gran premio di Formula 1.

## Biografia
Maria Teresa de Filippis era ultima dei cinque figli di Franz, proprietario dell’azienda elettrica che distribuiva energia per l’irrigazione dell’intera Campania.
Iniziò la propria attività sportiva poco più che ventenne, al Giro di Sicilia del 1948, a cui partecipò con una Fiat 1100 S in coppia col fratello Antonio; purtroppo, a Messina, a causa di un problema meccanico, dovettero ritirarsi, mentre erano nelle primissime posizioni. In seguito, per il resto di quell’anno, prima di avventurarsi nella categoria Sport, Maria Teresa fece un vero e proprio tirocinio nella classe turistica, con una Fiat Topolino, priva di qualsiasi preparazione sportiva. Vinse da subito: fu prima nella salita Salerno-Cava dei Tirreni, valevole per il “Volante d’Argento”, e seconda alla Sorrento-S. Agata. A Sala Consilina, sul bagnato, vinse di nuovo, staccando di oltre un minuto il più diretto inseguitore. Il debutto con le Sport avvenne nel giugno del 1949, al Vesuvio, con una Fiat-Camen spider: finì seconda della classe 750.
Per lei la stagione 1950 si aprì in aprile, con la partecipazione al X Giro di Sicilia, al volante di una Urania-BMW spider. In quell’occasione, infatti, Maria Teresa corse per undici ore sotto la pioggia concludendo al 4° posto, per poi venir squalificata. Alla partenza la sua auto aveva dovuto essere messa in moto a spinta.
Per quattro stagioni, dal 1949 al 1952, la De Filippis partecipò a una trentina di gare nella categoria Sport fino a 750 cc, prima con una Giannini-Fiat, quindi con una Urania, poi con una Giaur-Giannini, collezionando 4 vittorie, 11 secondi e 2 terzi posti, fra il 1953 e il 1954, la De Filippis conquistò, con la Osca, otto vittorie di classe – su 22 gare disputate –, quattro secondi e due terzi posti, risultando alla fine del 1954 terza nel Campionato Italiano Sport Classe 1100.
Due stagioni con la Osca le avevano dato la sicurezza e l’esperienza per misurarsi con i grossi calibri. La sua vettura per la stagione 1955 fu una Maserati A6 GCS, una duemila, un vero bolide da corsa che le permise di ottenere la vittoria assoluta nella durissima Catania-Etna, dopo un’accesa battaglia col catanese Nicola Musmeci, dato per vincitore alla vigilia e, a fine stagione, il secondo posto nel Campionato Italiano Sport Classe 2000. Maria Teresa era pronta per esordire in Formula 1, nel 1958. Non esistendo allora gli sponsor, la De Filippis provvide personalmente ad acquistare una vettura, una Maserati 250 F, appartenuta a Scarlatti.
È stata la prima donna a qualificarsi per un Gran Premio di Formula 1. Ad oggi, con Lella Lombardi, la sola che sia riuscita a schierarsi alla partenza di questa competizione, tra le cinque che hanno tentato l'impresa. Esordì nel circus in occasione del Gran Premio di Monaco del 1958 su una Maserati, senza riuscire a qualificarsi.
Soprannominata Pilotino, nel 1958 si schierò alle qualifiche di 4 Gran Premi (Monaco, Belgio, Portogallo e Italia) e riuscì a tagliare il traguardo in occasione del Gran Premio del Belgio, che la vide finire al decimo posto, a due giri dal vincitore Tony Brooks, su Vanwall. La vettura era una Maserati 250F.
Nel 1959 disputò le qualifiche del Gran Premio di Monaco al volante di una Behra-Porsche. Terminò la carriera dopo la morte di Jean Behra, avvenuta nel 1959 durante una gara di contorno al Gran Premio di Germania.
Purtroppo la stagione 1959 si concluse presto per la De Filippis e in modo drammatico. Alla fine del 1958, aveva venduto la sua Maserati 250, per cui, nella stagione successiva, avrebbe corso con auto non sue.
A Monte Carlo, con la Porsche Formula 2 che Jean Behra aveva fatto costruire – sulle misure di Maria Teresa – da Neri e Bonacini a Modena, riuscì a qualificarsi per il Gran Premio, per poi scoprire di essere stata estromessa dalla griglia di partenza: secondo gli organizzatori aveva ottenuto il risultato a tempo ormai scaduto. Con quella stessa vettura, la De Filippis avrebbe dovuto correre sulla pista dell’Avus, vicino a Berlino; ma il primo agosto al volante c’era l’amico Behra. Pioveva, l’asfalto era scivoloso; la vettura, non particolarmente stabile, uscì di pista e il pilota francese perse la vita.
Quella morte seguiva quella di tanti altri amici: Eugenio Castellotti, Alfonso De Portago, Luigi Musso – che le era stato anche compagno e per breve tempo fidanzato – e Peter Collins. Maria Teresa decise allora che non sarebbe più salita su una macchina da corsa.

## Risultati

### Risultati in Formula 1
| 1958 | Scuderia                 | Vettura       |  |    |  |  |    |  |  |  |     |     |  | Punti | Pos. |
| ---- | ------------------------ | ------------- |  | -- |  |  | -- |  |  |  | --- | --- |  | ----- | ---- |
| 1958 | Maria Teresa De Filippis | Maserati 250F |  | NQ |  |  | 10 |  |  |  | Rit | Rit |  | 0     |      |

| 1959 | Scuderia   | Vettura       |    |  |  |  |  |  |  |  |  |  |  | Punti | Pos. |
| ---- | ---------- | ------------- | -- |  |  |  |  |  |  |  |  |  |  | ----- | ---- |
| 1959 | Porsche KG | Porsche Behra | NQ |  |  |  |  |  |  |  |  |  |  | 0     |      |

| Legenda | 1º posto     | 2º posto | 3º posto    | A punti         | Senza punti/Non class.  | Grassetto – Pole position Corsivo – Giro più veloce |
| Legenda | Squalificato | Ritirato | Non partito | Non qualificato | Solo prove/Terzo pilota | Grassetto – Pole position Corsivo – Giro più veloce |

### Risultati nella Targa Florio
| Anno    | Scuderia       | Costruttore | Vettura           | Numero | Categoria | Classe | Co-Pilota           | Giri | Risultato di classe | Risultato assoluto |
| ------- | -------------- | ----------- | ----------------- | ------ | --------- | ------ | ------------------- | ---- | ------------------- | ------------------ |
| 1948    | Maserati       | Fiat        | Fiat 1100 Sport   | 737    | Sport     | S      | Antonio de Filippis | ?    | Rit                 | Rit                |
| 1950    | Pilota privato | Urania      | Urania 750 Sport  | 157    | Sport     | S      | Pasquale Placido    | -    | SQ                  | SQ                 |
| 1955    | Maserati       | Maserati    | Maserati A6GCS/53 | 92     | Sport     | S 2.0  | Luigi Bellucci      | 13   | 4°                  | 9°                 |
| Legenda |                |             |                   |        |           |        |                     |      |                     |                    |

### Risultati nella Mille Miglia
| Anno    | Scuderia       | Costruttore        | Vettura           | Numero | Categoria | Classe | Co-pilota | Risultato di classe | Risultato assoluto |
| ------- | -------------- | ------------------ | ----------------- | ------ | --------- | ------ | --------- | ------------------- | ------------------ |
| 1950    | Pilota privato | Meccanica Taraschi | Urania            | 256    | Sport     | S 750  | A. Motta  | Rit                 | Rit                |
| 1955    | Pilota privato | Maserati           | Maserati A6GCS/53 | 620    | Sport     | S 2.0  |           | Rit                 | Rit                |
| Legenda |                |                    |                   |        |           |        |           |                     |                    |